# Agenda 2030

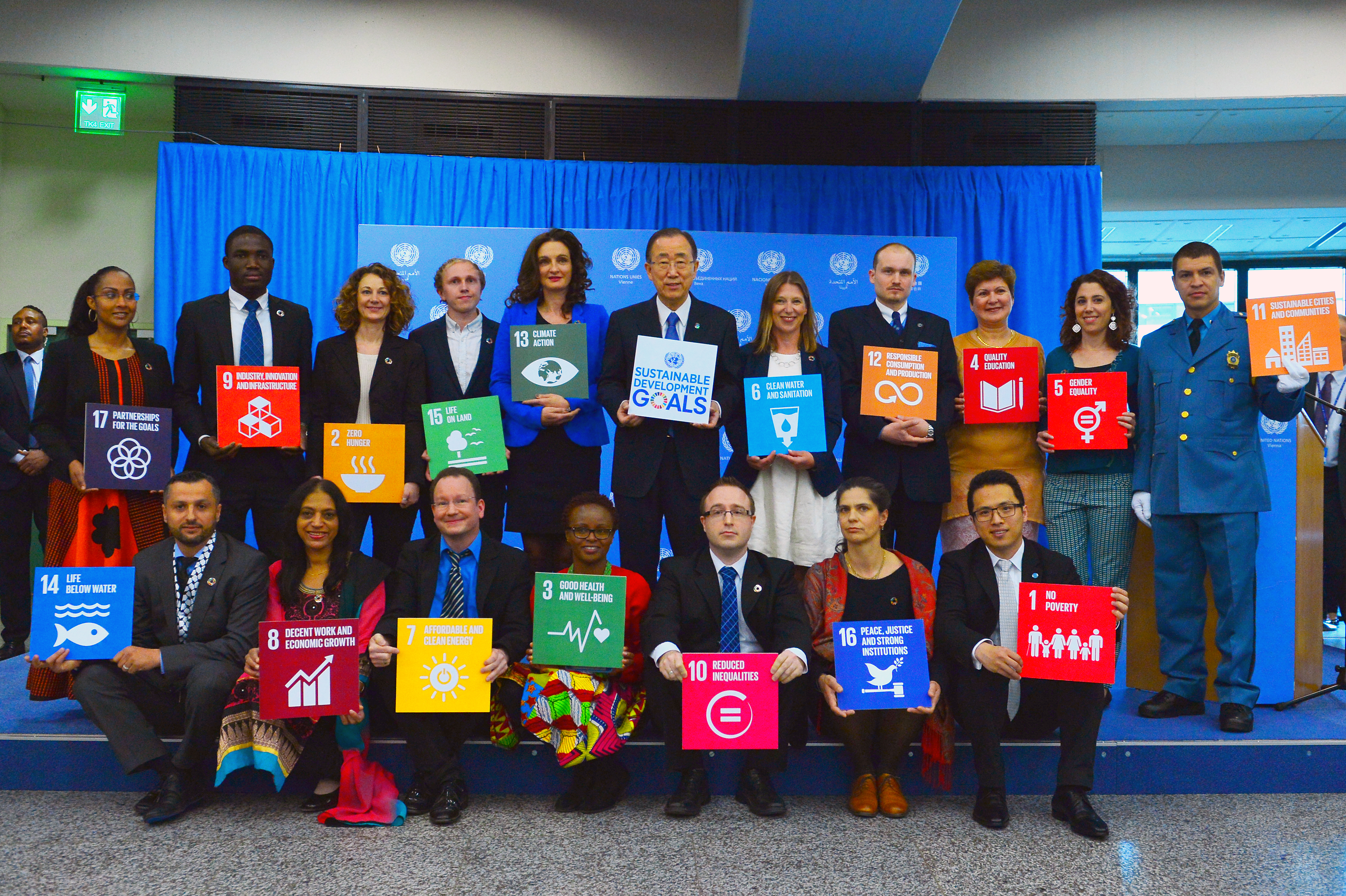
L'ancien Secrétaire général des Nations unies Ban Ki-moon (poste qu'il a occupé du 1ᵉʳ janvier 2007 au 31 décembre 2016) pose sur une photo de groupe avec les dix-sept bénévoles des organisations basées à Vienne afin de promouvoir les Objectifs de développement durable, qui se sont tenus au Centre international de Vienne le 27 avril 2016.

L'Agenda 2030 est un programme de développement durable à l’horizon 2030, adopté en septembre 2015 par les 193 États membres des Nations unies. C’est un plan d'action pour les populations, pour la planète, pour la prospérité, pour la paix et par les partenariats (les « 5P »). Il prend la suite de l'Agenda 21 et fixe 17 objectifs de développement durable (ODD) qui couvrent l'ensemble des enjeux du développement durable (climat, biodiversité, eau, énergie, mais aussi paix, éducation, égalité des genres, etc.). L'Agenda 2030 est caractérisé par la présence de liens entre chacune de ces thématiques, montrant ainsi la transversalité du développement durable.
Il s'agit d'un outil d'application des ODD à un échelon local. À travers l'Agenda 2030 et les ODD, les collectivités territoriales mettent en lumière des solutions locales, pratiques et de terrain afin de répondre au mieux à la transition écologique et solidaire. Le développement, en tant que concept et processus, a évolué sous l’égide de l’ONU, passant d’une vision strictement économique à une approche multidimensionnelle intégrant des aspects sociaux, environnementaux et politiques. La mondialisation et l’influence du capitalisme ont façonné les stratégies de développement, bien que celles-ci aient été critiquées et remises en question par des alternatives émergentes (décroissance, écosocialisme, etc.).

## Agenda 2030: un tournant global vers un nouveau modèle de développement
L’évolution des politiques de développement traduit une tentative de changement de paradigme, bien que limitée par les structures mêmes du système onusien et les contraintes économiques globales.

### La construction des ODD de l'Agenda 2030
Le lancement de l’Agenda 2030 et des Objectifs de Développement Durable (ODD) constitue une étape majeure dans la refondation des politiques de développement. Cette initiative vise à intégrer l’ensemble des États, quels que soient leur niveau de développement, dans une dynamique mondiale commune. La reconnaissance de la diversité des modèles de développement s’accompagne d’une volonté de construire une approche plus inclusive, ouverte à des visions plurielles du progrès. Ce changement s’exprime également à travers une participation élargie aux processus décisionnels, incluant non seulement les États, mais aussi le secteur privé, la société civile et d'autres acteurs non étatiques. Dans ce contexte, de nouveaux instruments de renforcement des capacités ont été mis en place, notamment dans le domaine de l'énergie, afin de soutenir les efforts nationaux en matière de développement durable.

### Les ODD traduisent un changement de paradigme
Le changement de paradigme promu par l’Agenda 2030 repose sur une transformation en profondeur des finalités du développement. Là où la Croissance économique était autrefois le principal indicateur de progrès, l'Agenda propose une vision plus holistique, articulée autour de 17 Objectifs de Développement Durable (ODD), qui intègrent les dimensions sociales, environnementales, économiques et institutionnelles. L’Agenda 2030 invite ainsi les États à dépasser une logique purement productiviste, pour adopter un modèle de développement durable, centré sur l'éradication de la pauvreté, la réduction des inégalités, la lutte contre le changement climatique et la préservation des ressources naturelles.
Ce cadre global fixe des priorités claires et transversales, qui appellent à des politiques publiques cohérentes et à des stratégies innovantes. C’est dans cette perspective que se développent des instruments tels que le financement durable, les partenariats internationaux ou encore les mesures d’évaluation d’impact environnemental, tous pensés pour concrétiser les engagements pris dans le cadre de l’Agenda 2030.

### Agenda 2030: un nouvel outil de coopération internationale
L’évolution des politiques de développement induit une reconfiguration des relations internationales, dans l’objectif de mieux répartir les ressources et de réduire les tensions géopolitiques.
Les Nations Unies ont entrepris de renforcer les mécanismes de coopération internationale afin de désamorcer les tensions économiques et politiques. Cette coopération repose notamment sur des processus de négociation pluriels, visant à instaurer un cadre plus équitable. L’un des enjeux centraux de l’Agenda 2030 consiste à éviter que les pays en développement deviennent excessivement dépendants des grandes puissances économiques. Dans cette optique, un rééquilibrage des rapports de force est recherché. La gouvernance mondiale joue également un rôle central dans la gestion des conflits liés au développement, en promouvant des solutions multilatérales et en renforçant les instances de concertation internationales.
L’Agenda 2030 ne se limite pas à fixer des objectifs; il propose une nouvelle architecture de dialogue international, capable d’accompagner la transition vers un développement plus inclusif et moins conflictuel.
La mise en œuvre de l’Agenda 2030 nécessite des ressources financières considérables, estimées entre 2 500 et 3 000 milliards de dollars US par an. Cette exigence financière se heurte à la concentration des richesses, qui limite la capacité des États à mobiliser des fonds suffisants pour atteindre les ODD. Face à ces défis, une réforme structurelle de l’Organisation des Nations Unies est souvent évoquée, dans le but d’accroître l’efficacité et la transparence des programmes de développement.

## Agenda 2030: Point d'étape à mi-parcours

### Bilan mitigé de l'Agenda 2030
Au mois de mai 2023, lors du rapport annuel de l'Agenda 2030 présenté par le secrétaire général des Nations unies, António Guterres, 15% des Objectifs de Développement Durable (ODD) étaient en bonne voie de réalisation, tandis que nombre d'entre eux régressaient. La pandémie de Covid-19 en 2020 et le début de la guerre en Ukraine en 2022 peuvent, a priori, expliquer ce retard. Cependant, dès 2019, António Guterres admettait dans son rapport annuel que le monde n'était pas sur la bonne voie pour atteindre les Objectifs de développement durable. En cause, l'augmentation d'indicateurs comme la faim dans le monde, les inégalités, le changement climatique et la perte de la biodiversité. Ainsi, bien que la succession de crises à l'aube de la décennie 2020 ait empiré les choses, elles ne sont pas les seules responsables du retard amassé.
Le rapport annuel de 2024 réalisé par l'ONU souligne le sous-investissement des ODD, estimant le déficit de l'Agenda 2030 à 4 000 milliards de dollars US par an, entravant fortement sa réalisation. Les inégalités entre les pays dits du Nord et ceux du Sud se sont fortement accentuées depuis la pandémie. Les premiers ont pu financer la relance en menant des politiques budgétaires et monétaires expansionnistes. Les seconds, en revanche, ne disposant pas de cette marge de manœuvre, ont fait face à des coûts d'emprunt élevés, jusqu'à huit fois supérieurs à ceux des pays développés, les empêchant de réaliser les investissements nécessaires. Autre problématique : les financements vers des secteurs nocifs à la réalisation de l'Agenda 2030, comme ceux vers les énergies fossiles, affluent toujours. En 2022, on estimait que le montant des subventions aux combustibles fossiles s'élevait à plus de 7 000 milliards de dollars US et représentait 7,1% du Produit Intérieur Brut (PIB) mondial. Au-delà de plus financer, l'enjeu est de mieux le faire en réduisant les investissements entravant la réalisation de l'Agenda.
Une des nouveautés des ODD est qu'ils s'appliquent aux pays dits du Sud, souvent en voie de développement, comme du Nord, souvent développés, tous étant considérés comme « en voie de développement durable ». Ainsi, les pays ne disposent pas de mode d'emploi pour appliquer concrètement l'Agenda 2030. Même si cela offre aux États une plus grande flexibilité, en fonction des réalités du terrain, cela peut également les encourager à interpréter et à ainsi réduire leurs ambitions, ainsi qu'à séparer les différents objectifs censés être indivisibles. Ainsi, bien que les ODD soient souvent cités par les responsables politiques lors des différentes réunions internationales, à l'image des Conférences des Nations unies pour le climat, leur impact a, pour le moment, surtout été discursif. En effet, les Objectifs de développement durable se retranscrivent rarement dans les textes de loi. Ne mettant la responsabilité sur aucun acteur précisément, il y a un véritable manque de portage politique de la part des États ; les Nations unies se retrouvent souvent seules à défendre l'Agenda 2030. De plus, comme il est rappelé dans le préambule de ce texte, « l’Organisation des Nations Unies reste… l’Organisation des Nations Unies ! », et ne dispose que de très peu de moyens coercitifs sur les États pour les faire respecter leurs engagements.

### 2023/2025: Relance ou temps mort de l'Agenda 2030?
Face à ces défis, en septembre 2023, António Guterres a annoncé un plan de relance de l'Agenda 2030, à hauteur de 500 milliards de dollars de subventions supplémentaires par an, principalement en faveur des pays en développement, confrontés à un coût important de la dette sur les marchés financiers. Ce plan a été ratifié par l'ensemble des dirigeants du monde entier, qui l'ont salué et se sont engagés à le soutenir. Un acte se voulant porteur d'espoir pour les défenseurs de l'Agenda, démontrant que les États n'ont pas abandonnés leurs engagements et qu'ils peuvent se mettre d'accord à l'unisson sur la nécessité de réaliser les 17 Objectifs de développement durable.
Malgré cela, la réélection de Donald Trump aux États-Unis le 4 novembre 2024 et son accession au pouvoir le 20 janvier 2025 marquent un tournant majeur dans la coopération internationale ainsi que dans la politique du pays. Le gel des financements de l'USAID pendant 90 jours, qui n'aura finalement duré qu'un mois, annoncé le jour de l'investiture de Donald Trump, et l'annonce de la suppression de 83% des financements des programmes de l'agence de développement, qui représentent un tiers de l'aide humanitaire mondiale, le lundi 10 mars 2025 par le secrétaire d'État américain, Marco Rubio, en est un premier exemple. La récente dénonciation et le rejet des États-Unis vis-à-vis de l'Agenda 2030 lors d’un vote à l’Assemblée générale de l’ONU, le 4 mars 2025, au prétexte que les ODD ne seraient pas alignés avec les intérêts américains, en est un autre. Cette politique, tournée exclusivement vers les États-Unis, et qualifiée par beaucoup de scientifiques de climatosceptique, met en péril la réalisation de l'Agenda 2030 et du plan de relance voulu par António Guterres.

## Agenda 2030: Limites

### Des limites relatives au format de liste et à la formulation
Les 17 Objectifs de développement durable (ODD) de l’Agenda 2030 élargissent leurs cibles par rapport à l'agenda des Objectifs du millénaire pour le développement (OMD) en ajoutant de nouveaux objectifs à ceux déjà existants, comme la paix, et en précisent d'autres, comme celui de la dimension environnementale qui est aujourd'hui déclinée en trois objectifs distincts (lutte contre le changement climatique, vie terrestre, et vie aquatique). Pour autant, la liste des ODD étant limitée à 17, de nombreuses problématiques n'y sont pas adressées et demeurent donc invisibilisées. Parmi elles, on peut citer par exemple la pollution de l’air, le sur-tourisme, mais aussi les personnes souffrant de handicaps et les populations autochtones.
Pourtant, paradoxalement la formulation des ODD reste floue. Les 17 objectifs ne sont ni accompagnés de recommandations ni de méthodes préconisées pour les atteindre. Ainsi, la formulation de ces objectifs les rend abstraits et complique la mise en place de mesures dans le but d’atteindre ces objectifs d’ici 2030.

#### Exemple de la condition des femmes
L’Objectif de Développement Durable 5, qui vise l’égalité entre les sexes, est souvent critiqué pour sa formulation trop vague. Bien qu’il aborde des enjeux essentiels comme les violences faites aux femmes ou l’accès à la santé reproductive, il reste très général et manque de directives concrètes pour remettre en cause les systèmes de domination patriarcale. Ce manque de clarté rend difficile la mise en œuvre d’actions efficaces, surtout dans les contextes où les droits des femmes sont déjà peu reconnus.

### Tension contradictoire de l'Agenda 2030, entre croissance économique et durabilité
L’Agenda 2030 place la croissance économique au centre de son programme, comme en témoigne le huitième objectif qui appelle explicitement à atteindre 7 % au minimum de croissance annuelle pour les pays les moins avancés. Dans le même temps, la question de la croissance économique des pays développés n’est pas abordée, alors que l'ensemble de l'activité humaine et de sa croissance devrait être pris en compte pour pouvoir tendre vers une activité humaine durable. Cette logique de croissance sans limites entre en contradiction directe avec le concept même de durabilité, alors que les ressources planétaires sont limitées. A titre d'exemple, en 2022, 2,86 planètes auraient été nécessaires pour subvenir aux besoins de la population mondiale si l'ensemble de celle-ci vivait comme les Français et 5,1 planètes si la population mondiale vivait comme les Américains. De plus, les conséquences sur l’environnement de la croissance envisagée par l'Agenda 2030 pour les années à venir ne sont ni évaluées ni anticipées.

### Rapports coloniaux et déséquilibres Nord-Sud
L’Agenda 2030, adopté en 2015, a transformé les rapports Nord-Sud en rendant les objectifs de développement durable (ODD) universels et inclusifs. Contrairement aux Objectifs du millénaire pour le développement (OMD), centrés sur les pays en développement, les ODD concernent tous les pays et résultent d’un processus de négociation plus équilibré.
Grâce au Groupe de travail ouvert, les pays du Sud ont obtenu une représentation équitable et un droit de regard sur les politiques mondiales de développement. Même si des tensions ont existé (notamment entre le G77 + Chine et l’UE), cette nouvelle dynamique a permis de réduire les clivages traditionnels.
Des organisations comme l’OIF ont renforcé ce processus en facilitant le dialogue entre experts, décideurs et groupes vulnérables. L’Agenda 2030 marque ainsi une étape vers un développement mondial plus juste et partagé, mais des déséquilibres persistent.
En effet, l'Agenda 2030  ne remet pas en cause les structures de pouvoir héritées du colonialisme. Bien qu'il soit censé être un cadre universel pour le développement durable, l'Agenda reproduit les dynamiques de domination, en imposant des modèles de développement qui favorisent principalement les pays du Nord. Il est dénoncé pour son approche dépolitisée, ne prenant pas en compte les spécificités des pays du Sud et leurs besoins réels. En fin de compte, l'Agenda 2030 continue de renforcer les inégalités mondiales et ne parvient pas à transformer les rapports de pouvoir globaux.